# 三聖 (選區)
三聖（英語：Sam Shing，代號：L13）是香港屯門區議會下轄的選區，1994年採用現名，2023年取消，末任區議員為立言香港成員巫堃泰。

## 範圍
選區位於屯門東南部，包括三聖邨與大欖段（至小秀村路）沿線，及青山公路掃管笏段、青山公路青山灣段以南的範圍，名稱來自區內的三聖墟，與其相連的選區有新墟、掃管笏以及恆福，並且以青山灣與屯門碼頭區相隔，與元朗區及荃灣區分別以大欖郊野公園和青山公路連接。選區因應人口分佈設有兩個投票站，分別設於三聖邨內的救世軍三聖邨劉伍英學校以及大欖涌職業訓練局和富慈善基金李宗德博士全人發展教育中心。

## 沿革
三聖選區前身是1982年區議會選舉、1985年區議會選舉、1988年區議會選舉及1991年區議會選舉的屯門東南選區。當時先為雙議席選區，因應屯門新市鎮發展帶動人口增加，1985年分拆出友愛雙議席選區、屯門市中心雙議席選區，再於1991年分拆出單議席安定選區後，屯門東南選區定為單議席選區。
第一屆屯門東南選區由黃學儀及蘇炤成當選（1,920及1,613），同場參選有張錦鴻、區谷明及區泳甡，得票為1,044、782及139；第二屆由陳武豹及蘇炤成當選（3,522及2,891），同場參選有何志強及譚普航，得票為2,182及1,395；第三屆由蘇炤成及陳武豹當選（2,767及2,454），同場參選有潘展鴻及李文光，得票為2,230及1,742，第四屆只有蘇炤成報名而自動當選，而陳武豹轉往安定選區爭取連任。
現有三聖選區首次出現於1994年區議會選舉，1993年時任港督彭定康推行改革區議會，取消所有委任議席及雙議席選區，改行單議席單票制，並由選區分界及選舉事務委員會制定，區議會選區數目隨人口變動而大幅增加，屯門東南選區主要分拆為三聖選區及翠福選區，三聖選區範圍包括三聖邨及青山公路大欖段、掃管笏段、青山灣段（至青榕街）沿線，蘇炤成以935票多於蔡華堂的824票而連任。
f
1999年區議會選舉，鄰近的恆福選區設立，自始與三聖選區分劃青山公路南北沿線範圍，該次選舉三聖選區只有蘇炤成參選而自動當選。2003年區議會選舉，議席由蘇炤成和蔡天文爭奪，最後蘇以六成半得票勝出。2007年區議會選舉，蘇炤成和公民黨的黃曉楓參選，最後蘇炤成以五百票差距勝出。
2011年區議會選舉，由獨立民主派人士翁世銘和蘇炤成爭奪，最後蘇以六成二得票勝出，蘇炤成2013年在田北辰引薦下加入新民黨，蘇氏於2014年1月10日正式加入新民黨，並成為新民黨第十二位區議員，並於2015年成爲中央委員會成員。
2015年區議會選舉，由新民黨蘇炤成和香港民生及法律權益協會兼公民黨前黨員李錦添爭奪議席，當中李得到民主派區選聯盟認可以及獲得民協資深屯門區議員嚴天生的支持，最後仍由蘇炤成以945票之差的得票勝出，蘇氏不但成功第十次連任，更以75歲之齡成爲當屆最年長當選者。
雖然之前有傳年屆79歲的蘇炤成將會打算在2019年完成任期後退休，並不會角逐2019年區議會選舉，而新民黨主席葉劉淑儀有意接替蘇炤成在本區參選。但最終葉劉淑儀沒有出選，蘇炤成則在本區角逐連任，成為是屆區議會選舉年紀最大的候選人。蘇炤成在是屆選舉與初次參選的公民黨前黨員巫堃泰爭奪議席，結果蘇炤成以636票的差距落敗。三聖選區亦首次出現議員更替，也是首次由泛民主派人士奪取該選區議席；而此次選舉亦正式結束蘇炤成長達三十八年的區議員生涯。2021年7月，因應政府計劃追討協助民主派初選區議員的酬金津貼傳聞所帶動的區議員辭職潮中，巫堃泰辭去區議員職務。

## 軼事
蘇炤成是唯一一位自1982年香港區議會設有選舉以來，以直選方式成功當選連任至2019年的人士（至於同為區議員連任至2019年的深水埗區議會美孚北區議員張永森，由於張永森在第一屆區議會屬委任議員；另一位仍在任的周玉堂則偱南丫南鄉事委員會的當然議席，兩者與蘇炤成有所不同）。

## 歷屆議員
| 選區名稱 | 屆別                 | 議員   | 政治聯繫                          | 政治聯繫                          | 議員                              | 政治聯繫        | 政治聯繫 |
| -------- | -------------------- | ------ | --------------------------------- | --------------------------------- | --------------------------------- | --------------- | -------- |
| 屯門東南 | 1982年－1985年       | 蘇炤成 |                                   | 無黨籍                            | 黃學儀                            |                 | 無黨籍   |
| 屯門東南 | 1985年－1988年       | 蘇炤成 | 陳武豹                            | 無黨籍                            |                                   |                 | 無黨籍   |
| 屯門東南 | 1988年－1991年       | 蘇炤成 | 陳武豹                            | 無黨籍                            |                                   |                 | 無黨籍   |
| 屯門東南 | 1991年－1994年       | 蘇炤成 | 分拆出安定選區後， 定為單議席選區 | 分拆出安定選區後， 定為單議席選區 | 分拆出安定選區後， 定為單議席選區 |                 |          |
| 三聖     | 1994年－1999年       | 蘇炤成 | 分拆出安定選區後， 定為單議席選區 | 分拆出安定選區後， 定為單議席選區 | 分拆出安定選區後， 定為單議席選區 |                 |          |
| 三聖     | 2000年－2003年       | 蘇炤成 | 分拆出安定選區後， 定為單議席選區 | 分拆出安定選區後， 定為單議席選區 | 分拆出安定選區後， 定為單議席選區 |                 |          |
| 三聖     | 2004年－2007年       | 蘇炤成 | 分拆出安定選區後， 定為單議席選區 | 分拆出安定選區後， 定為單議席選區 | 分拆出安定選區後， 定為單議席選區 |                 |          |
| 三聖     | 2008年－2011年       | 蘇炤成 | 分拆出安定選區後， 定為單議席選區 | 分拆出安定選區後， 定為單議席選區 | 分拆出安定選區後， 定為單議席選區 |                 |          |
| 三聖     | 2012年－2015年       | 蘇炤成 | 分拆出安定選區後， 定為單議席選區 | 分拆出安定選區後， 定為單議席選區 | 分拆出安定選區後， 定為單議席選區 | 無黨籍 → 新民黨 |          |
| 三聖     | 2016年－2019年       | 蘇炤成 | 分拆出安定選區後， 定為單議席選區 | 分拆出安定選區後， 定為單議席選區 | 分拆出安定選區後， 定為單議席選區 |                 | 新民黨   |
| 三聖     | 2020年－2021年7月8日 | 巫堃泰 | 分拆出安定選區後， 定為單議席選區 | 分拆出安定選區後， 定為單議席選區 | 分拆出安定選區後， 定為單議席選區 |                 | 立言香港 |
| 三聖     | 2021年7月9日－2023年 | 懸空   | 懸空                              | 懸空                              | 分拆出安定選區後， 定為單議席選區 |                 |          |

## 歷屆選舉結果
| 政党   | 政党     | 候选人    | 票数  | %     | ±      |
| ------ | -------- | --------- | ----- | ----- | ------ |
|        | 立言香港 | ①. 巫堃泰 | 2,834 | 56.32 | 不適用 |
|        | 新民黨   | ②. 蘇炤成 | 2,198 | 43.68 | ▼23.63 |
| 多数票 | 多数票   | 多数票    | 636   | 12.64 | 不適用 |

| 政党   | 政党                   | 候选人    | 票数  | %     | ±      |
| ------ | ---------------------- | --------- | ----- | ----- | ------ |
|        | 香港民生及法律權益協會 | ①. 李錦添 | 892   | 32.69 | 不適用 |
|        | 新民黨                 | ②. 蘇炤成 | 1,837 | 67.31 | 不適用 |
| 多数票 | 多数票                 | 多数票    | 945   | 34.63 | 不適用 |

| 政党   | 政党   | 候选人    | 票数  | %     | ±      |
| ------ | ------ | --------- | ----- | ----- | ------ |
|        | 獨立   | ①. 翁世銘 | 845   | 37.37 | 不適用 |
|        | 獨立   | ②. 蘇炤成 | 1,416 | 62.63 | 不適用 |
| 多数票 | 多数票 | 多数票    | 571   | 25.25 | 不適用 |

| 政党   | 政党   | 候选人    | 票数  | %     | ±      |
| ------ | ------ | --------- | ----- | ----- | ------ |
|        | 獨立   | ①. 蘇炤成 | 1,389 | 60.97 | 不適用 |
|        | 公民黨 | ②. 黃曉楓 | 889   | 39.03 | 不適用 |
| 多数票 | 多数票 | 多数票    | 500   | 21.95 | 不適用 |

| 政党   | 政党   | 候选人    | 票数  | %     | ±      |
| ------ | ------ | --------- | ----- | ----- | ------ |
|        | 獨立   | ①. 蘇炤成 | 1,447 | 65.74 | 不適用 |
|        | 獨立   | ②. 蔡天文 | 754   | 34.26 | 不適用 |
| 多数票 | 多数票 | 多数票    | 693   | 31.49 | 不適用 |

| 政党   | 政党   | 候选人 | 票数     | %      | ±      |
| ------ | ------ | ------ | -------- | ------ | ------ |
|        | 獨立   | 蘇炤成 | 自動當選 | 不適用 | 不適用 |
| 多数票 | 多数票 | 多数票 | 不適用   | 不適用 | 不適用 |

| 政党   | 政党   | 候选人 | 票数 | %     | ±      |
| ------ | ------ | ------ | ---- | ----- | ------ |
|        | 獨立   | 蘇炤成 | 935  | 53.16 | 不適用 |
|        | 獨立   | 蔡華堂 | 824  | 46.84 | 不適用 |
| 多数票 | 多数票 | 多数票 | 111  | 6.31  | 不適用 |

| 政党   | 政党   | 候选人 | 票数     | %      | ±      |
| ------ | ------ | ------ | -------- | ------ | ------ |
|        | 獨立   | 蘇炤成 | 自動當選 | 不適用 | 不適用 |
| 多数票 | 多数票 | 多数票 | 不適用   | 不適用 | 不適用 |

| 政党   | 政党   | 候选人 | 票数  | %     | ±      |
| ------ | ------ | ------ | ----- | ----- | ------ |
|        | 獨立   | 蘇炤成 | 2,767 | 30.1  | 不適用 |
|        | 獨立   | 陳武豹 | 2,454 | 26.69 | 不適用 |
|        | 獨立   | 潘展鴻 | 2,230 | 24.26 | 不適用 |
|        | 獨立   | 李文光 | 1,742 | 18.95 | 不適用 |
| 多数票 | 多数票 | 多数票 | 224   | 2.44  | 不適用 |

| 政党   | 政党   | 候选人 | 票数  | %     | ±      |
| ------ | ------ | ------ | ----- | ----- | ------ |
|        | 獨立   | 陳武豹 | 3,522 | 35.26 | 不適用 |
|        | 獨立   | 蘇炤成 | 2,891 | 28.94 | 不適用 |
|        | 獨立   | 何志強 | 2,182 | 21.84 | 不適用 |
|        | 獨立   | 譚普航 | 1,395 | 13.96 | 不適用 |
| 多数票 | 多数票 | 多数票 | 709   | 7.1   | ▼3.25  |

| 政党   | 政党   | 候选人 | 票数  | %     | ±      |
| ------ | ------ | ------ | ----- | ----- | ------ |
|        | 獨立   | 黃學儀 | 1,920 | 34.92 | 不適用 |
|        | 獨立   | 蘇炤成 | 1,613 | 29.34 | 不適用 |
|        | 獨立   | 張錦鴻 | 1,044 | 18.99 | 不適用 |
|        | 獨立   | 區谷明 | 782   | 14.22 | 不適用 |
|        | 獨立   | 區泳甡 | 139   | 2.53  | 不適用 |
| 多数票 | 多数票 | 多数票 | 569   | 10.35 | 不適用 |

## 資料來源與註釋
1. ↑   (PDF).   [2019-12-05]. （原始内容存档 (PDF)于2019-12-05）.
2. ↑   (PDF).   [2019-12-20]. （原始内容 (PDF)存档于2020-08-20）.
3. ↑  . NPP. 2014年1月10日  [2016年11月29日]. （原始内容存档于2016年11月30日）.
4. ↑   (PDF). NPP.[永久]
5. ↑  . www.elections.gov.hk.   [2020-08-11]. （原始内容存档于2018-11-22）.
6. ↑  . 東方日報. 2018年9月18日  [2019年12月3日]. （原始内容存档于2019年12月3日）.
7. ↑  黃文軒. . 香港01. 2019-10-29  [2019-11-30]. （原始内容存档于2020-03-29）.
8. ↑  . www.elections.gov.hk.   [2019-11-25]. （原始内容存档于2020-01-14）.

## 外部連結
- 香港選舉資料匯編：1982年-1994年，雷競璇 沈國祥編 1995年出版 ISBN 962-441-519-6 （页面存档备份，存于）